# Последний довод королей (фильм)
«Последний довод королей» — четырёхсерийный телевизионный фильм, снятый в СССР режиссёром Виктором Кисиным по роману Флетчера Нибела и Чарльза Бейли «Семь дней в мае» (1962). В 1964 году роман был экранизирован в США режиссёром Джоном Франкенхаймером. В СССР ранее роман был экранизирован в 1971 году.

## Сюжет
Действие фильма разворачивается в США в разгар холодной войны. Президент Джордан Лимен подписывает соглашение о ядерном разоружении с Советским Союзом, что вызывает острую критику со стороны военных и политиков, считающих его слабым лидером. Выражающий их интересы председатель комитетa начальников штабов генерал ВВС Джеймс Скотт, заручившись поддержкой начальников штабов Армии, ВВС и морской пехоты, подготавливает военный переворот.
Полковник Джигс Кейси, работающий в Пентагоне, случайно узнаёт о заговоре и сообщает президенту. Лимен, осознавая угрозу, поручает своим доверенным лицам, включая сенатора Рэя Кларка и секретаря Эстер Таунсенд, расследовать ситуацию. Помощник президента Пол Джирард пытается добыть доказательства, но погибает в авиакатастрофе.
Кульминация фильма наступает за день до предполагаемого переворота. Президент предпринимает решительные шаги, используя политические и правовые механизмы для предотвращения узурпации власти. Заговор раскрывается, а его участники оказываются смещёнными со своих постов и уходят в отставку. Финал фильма подчёркивает хрупкость демократических институтов перед лицом внутренних угроз.

## В ролях
- Георгий Дрозд — президент США Джордан Лимен
- Александр Филиппенко — полковник Джигс Кейси, начальник объединенного штаба
- Ростислав Янковский — генерал ВВС Джеймс Скотт, председатель комитета начальников штабов
- Валерий Ивченко — помощник президента Пол Джирард
- Ада Роговцева – секретарь президента Эстер Таунсенд
- Михаил Данилов – сенатор Рэй Кларк
- Давид Бабаев – начальник охраны президента США Арт Корвин
- Игорь Кашинцев – сенатор Фред Прентис
- Станислав Коренев — финансист Тодд
- Леонид Бакштаев — генерал Барни Рутковский, командующий ПВО
- Елена Майорова — Шу, из команды телепроповедника Макферсона, в прошлом – любовница Кейси Джикса
- Евгений Паперный — телепроповедник Макферсон
- Татьяна Лаврова – Миллисент Морган, любовница генерала Джеймса Скотта
- Леонид Яновский – полковник Джонни Бродерик
- Николай Банковский — вице-адмирал Фарли Барнсуэлл, командующий 6-м флотом США
- Владислав Кудиевский — полковник Вильям Гендерсон, Мат, в прошлом — однополчанин Кейси по корпусу морской пехоты
- Валентин Шестопалов – полковник Мёрдок, адъютант Джеймса Скотта
- Виктор Восканян — лейтенант Дорси Хаф, дежурный по шифровальному отделу Пентагона
- Вадим Терентьев — генерал Диффенбах, начальник штаба сухопутных сил
- Александр Гринько — генерал Хардести, начальник штаба военно-воздушных сил
- Александр Рубашкин — генерал Райли, начальник штаба корпуса морской пехоты
- Юрий Муравицкий — адмирал Лоренс Палмер, начальник штаба военно-морских сил
- Николай Заднепровский — Сол Либерман, директор ЦРУ
- Сергей Филимонов — посол США в СССР
- Олег Комаров — хозяин Мэри
- Алла Сергийко — Мэри
- Борис Болдыревский — генерал Гарлок
- И. Костин — Герман Уитни, американский атташе в Испании
- Валентина Бражник — спутница американского атташе
- Николай Слободян
- Е. Панасенко — таксист
- Яков Козлов — Джон Рольфпатрик, президент корпорации «Дженерал авиэйшн»
- Валерий Наконечный — звукооператор
- Владимир Дунаев — ведущий в кадре

## Саундтрек
Мини-сериал украшает цикл военно-политических песен, исполняемых Валерием Леонтьевым (музыка — Владимир Быстряков, слова — Наум Олев), запись музыки — инструментальный ансамбль «Фестиваль».
- 1. «Морская пехота» — 02:48
- 2. «Охота» — 02:47
- 3. «Семейный портрет в интерьере» — 03:36
- 4. «Скачки» — 04:06
- 5. «Счастливое детство» — 04:02
- 6. «Секретная служба» — 01:52
- 7. «Туманная баллада» — 06:13
- 8. «Морская миля» — 03:18
- 9. «Песенка о капрале» — 02:25
- 10. «Штат Невада» — n/a
- 11. «Happy End» — 03:43